# Iúlia Pakhàlina
Iúlia Vladímirovna Pakhàlina (en rus: Юлия Владимировна Пахалина) (Penza, Unió Soviètica 1977) és una saltadora russa, guanyadora de cinc medalles olímpiques.

## Biografia
Va néixer el 12 de setembre de 1977 a la ciutat de Penza, població situada a l'óblast de Penza, que en aquells moments formava part de la Unió Soviètica i que avui en dia forma part de Rússia.

## Carrera esportiva
Establerta des del 2000 a la ciutat de Houston (Texas, Estats Units), va participar, als 23 anys, en els Jocs Olímpics d'Estiu del 2000 realitzats a Sydney (Austràlia), on va finalitar quarta en la competició individual de trampolí de 3 metres femení i aconseguí guanyar la medalla d'or en la prova de trampolí de 3 metres sincronitzat femení al costat de Vera Ilina. En els Jocs Olímpics d'Estiu de 2004 realitzats a Atenes (Grècia) aconseguí guanyar la medalla d'or en la prova femenina de trampolí de 3 metres i la medalla de plata en la prova femenina de trampolí de 3 metres sincronitzat al costat novament d'Ilina. En els Jocs Olímpics d'Estiu de 2008 realitzats a Pequín (Xina) aconseguí guanyar dues medalles de plata en les modalitats de trampolí de 3 metres i de trampolí de 3 metres sincronitzat, en aquesta ocasió al costat de Anastasia Pozdnyakova.
Al llarg de la seva carrera ha guanyat 8 medalles en el Campionat del Món de natació, destacant tres medalles d'or (1998: trampolí 3 m. i trampolí 3 m. sincronitzat; 2009: trampolí 1 m.). En el Campionat d'Europa de natació ha guanyat 11 medalles, vuit d'elles d'or (1997: trampolí 3 m.; 2000: trampolí 3 m. i trampolí 3 m. sincronitzat; 2002: trampolí 3 m.; 2004: trampolí 3 m. i trampolí 3 m. sincronitzat; 2008: trampolí 3 m. i trampolí 3 m. sincronitzat).